# Es wird besser
Es wird besser ist ein vielfach prämierter deutscher Kurzfilm zum Thema Cyber-Mobbing mit Ursula Strauss und Marlon Heidel in den Hauptrollen. Adi Wojaczek führte Regie. Produziert wurde der Film von Patrick Mölleken.
Es wird besser feierte seine Weltpremiere am 26. Juli 2018 im Rahmen des 22. LA Shorts International Film Festivals in Los Angeles und setzte sich im Wettbewerb gegen 330 internationale Konkurrenten als Best Drama durch.
Neben weiteren internationalen Preisen wurde der Film am 16. Juni 2019 auf dem 30. Internationalen Filmfest Emden-Norderney 2019 mit dem Engelke-Kurzfilmpreis der Sparkasse Emden ausgezeichnet.
Der Film sicherte sich einen Platz auf der Longlist der 91. Academy Awards 2019.

## Handlung
Ben ist vom Cybermobbing seiner Mitschülern betroffen und seine berufstätige und alleinerziehende Mutter Anna versucht, dagegen vorzugehen.

## Produktion
Es wird besser ist eine deutsche Filmproduktion, die in Düsseldorf, Mönchengladbach und Viersen in Nordrhein-Westfalen gedreht wurde.

## Auszeichnungen
- Official Selection auf dem 13. fsff – Internationalen Fünf Seen Filmfestival 2019
- Engelke-Kurzfilmpreis der Sparkasse Emden auf dem 30. Internationalen Filmfest Emden-Norderney 2019
- Official Selection auf dem 16. Neiße Filmfestival 2019
- Official Selection auf dem 9. Richmond International Film & Music Festival 2019
- Official Selection auf dem 11. Berlin Independent Film Festival 2019
- Official Selection auf dem 7. Tally Shorts Film Festival 2019
- Official Selection auf den 52. Internationalen Hofer Filmtagen 2018
- Outstanding Narrative Short auf dem 16. Tallgrass Film Festival 2018
- Silberner Spitz & Audience Award auf dem 4. SPITZiale Filmfestival Espelkamp 2018
- Official Selection auf dem 15. Awareness Film Festival 2018
- Best Drama auf dem 22. LA Shorts International Film Festival 2018